# Les Faux Jetons
Pour plus de détails, voir Fiche technique et Distribution.
Les Faux Jetons (titre original : Le massaggiatrici) est un film franco-italien réalisé par Lucio Fulci en 1962.

## Synopsis
M. Parodi et l'ingénieur Manzini, tous deux milanais, sont à Rome pour négocier le contrat de construction de la Maison pour la protection des jeunes avec le président de l'institution du même nom. Mais l'un des deux, Parodi, ne dédaigne pas de se consacrer aux masseuses, un terme qui cache en réalité une activité de prostitution menée par trois filles entreprenantes dans une maison de passe. Le docteur Bellini, secrétaire du président, a veillé à la conclusion de l'affaire, en exigeant un pot-de-vin approprié pour le parti du président et pour lui-même. La femme de Parodi, cependant, a eu des soupçons et s'est rendue à Rome pour en savoir plus. Tout cela conduit à une série de quiproquos et de gags dans le style d'une pochade (terme employé comme sous-titre du film).
Le président est en public un moraliste, mais il est aussi en privé un client assidu de la maison close. Alors qu'il est un soir en train de passer du bon temps avec une prostituée, il meurt subitement d'une crise cardiaque, ce qui menace d'empêcher la ratification du contrat d'un milliard de dollars.
Des échanges personnels, des cadavres qui disparaissent et réapparaissent, des personnages qui entrent et sortent des pièces, des prostituées prises pour des épouses et vice-versa, des poursuites en voiture, des scènes d'humour diverses, le tout assaisonné des grâces féminines des trois protagonistes dénudées, constituent l'intrigue jusqu'à la conclusion de la farce dans laquelle chacun trouvera son compte. L'affaire est conclue, les travaux sont confiés aux deux hommes d'affaires, les pots-de-vin sont versés et les trois filles nonchalantes parviennent à acheter l'appartement où elles travaillent. Le président mort sera honoré comme un pieux bienfaiteur. La seule qui aura des problèmes sera Bice, qui a vraiment un travail honnête en tant que masseuse.

## Fiche technique
- Titre français : Les Faux Jetons[1]
- Titre original : Le massaggiatrici
- Réalisation : Lucio Fulci
- Scénario : Oreste Biancoli, Italo De Tuddo, Vittorio De Tuddo & Antoinette Pellevant
- Production : Luigi Carpentieri, Ermanno Donati
- Musique : Coriolano Gori
- Photographie : Guglielmo Mancori
- Pays de production :  Italie,  France
- Langue de tournage : italien
- Format : Couleur et Noir et blanc - Son mono
- Genre : Comédie
- Durée : 95 min
- Dates de sortie :
  - Italie : 20 septembre 1962
  - France : 21 juillet 1965[1]

## Distribution
- Sylva Koscina : Marisa
- Cristina Gaioni : Iris
- Valeria Fabrizi : Milena
- Marisa Merlini : Mme Parodi
- Ernesto Calindri : Manzini
- Laura Adani : Bice
- Luigi Pavese : Mr. Parodi
- Nino Taranto : le professeur
- Philippe Noiret : Bellini
- Louis Seigner : le président
- Franco Franchi et Ciccio Ingrassia : les deux employés

## Autour du film
- Dans le film, dont l'action se déroule à Rome, la maison où les filles exercent leur profession est située dans la Via Beccaria, qui apparaît sur les images comme une zone de banlieue, alors qu'il s'agit en réalité d'une rue centrale du quartier de Flaminio.

- Un certain nombre de blagues rappellent l'actualité politique de l'époque : le nom de Giovanni Malagodi est mentionné, et il est fait explicitement référence aux démocrates-chrétiens comme étant le parti recevant le pot-de-vin promis pour le contrat.

- L'une des trois filles mentionne, avec une précision juridique, la loi Merlin datant de seulement quatre ans avant le film, et pour laquelle la controverse sur son opportunité et son efficacité n'était pas encore éteinte.

- Philippe Noiret, qui tenait le film en piètre estime[2], l'a tourné pour éviter de se retrouver sans travail : il devait en effet interpréter au théâtre une pièce avec Pierre Fresnay, mais ce dernier avait décidé au dernier moment de choisir un autre partenaire. Philippe Noiret avait alors immédiatement accepté ce projet de film. Il s'agit du premier long-métrage tourné en Italie par Philippe Noiret, qui a ainsi entamé une longue carrière dans le cinéma italien, pour lequel il a régulièrement travaillé en parallèle à sa carrière française[3].

- La musique accompagnant le film est jouée par le trompettiste Nini Rosso, alors au début de son succès. On chante également la chanson Quando quando quando, qui a été présentée au festival de Sanremo en 1962 et a été le single le plus vendu de cette année-là. On entend également la chanson Domenica ti porterò a ballare, interprétée par Gianni Meccia.